# Parafia Podwyższenia Krzyża Świętego i Najświętszej Maryi Panny Bolesnej w Łękach Strzyżowskich
Parafia Podwyższenia Krzyża Świętego i Najświętszej Maryi Panny Bolesnej w Łękach Strzyżowskich – parafia rzymskokatolicka znajdująca się w diecezji rzeszowskiej w dekanacie Frysztak.
Erygowana w 1397, reerygowana w 1983 roku.
Terytorium parafii obejmuje Łęki Strzyżowskie, Pietruszą Wolę i Rzepnik. W Rzepniku jest kościół filialny pw. św. Teresy,  dawna cerkiew greckokatolicka św. Paraskewy.

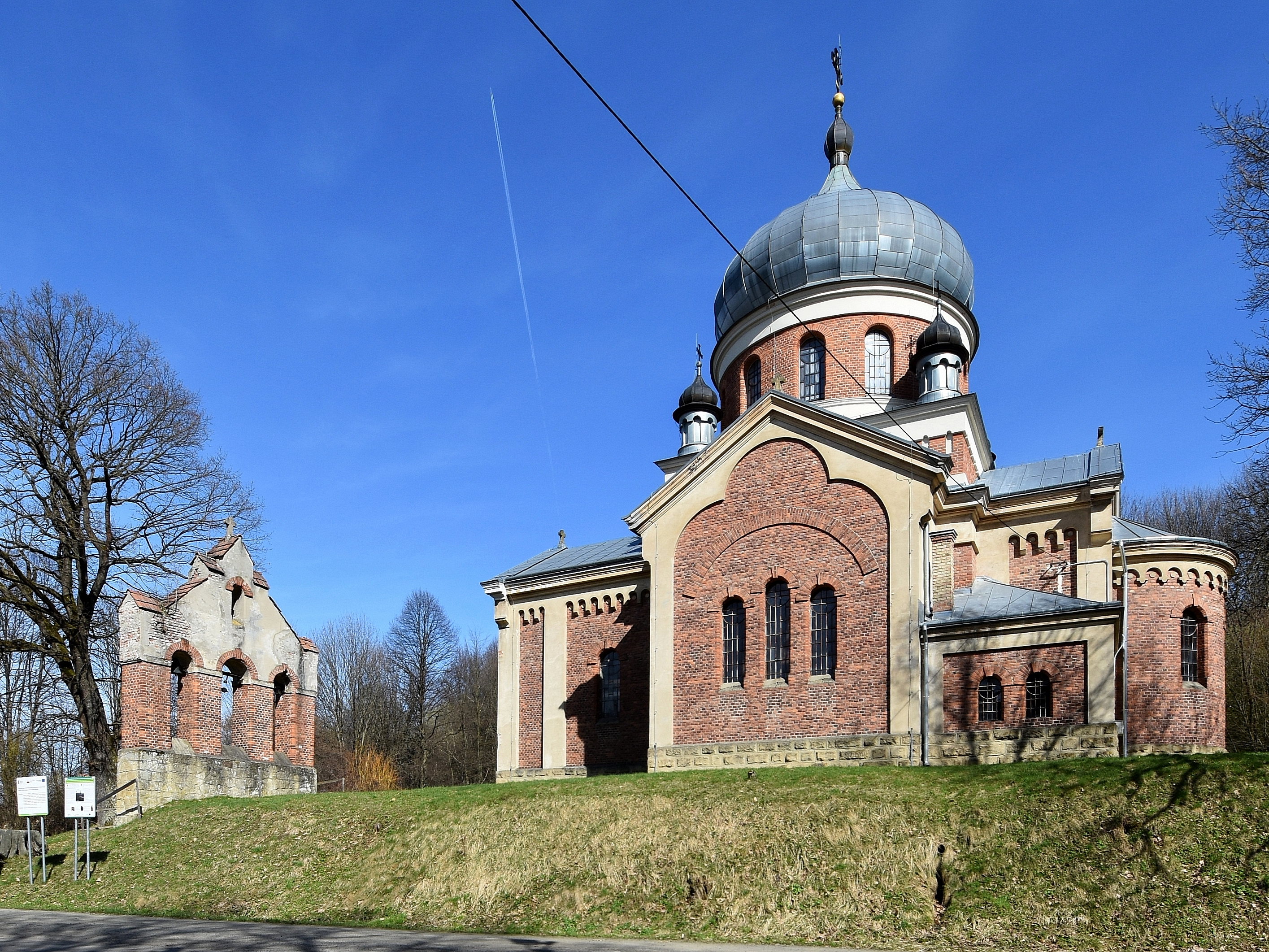
Cerkiew św. Paraskewy w Rzepniku